# Phyllanthus acutifolius
Phyllanthus acutifolius är en emblikaväxtart som beskrevs av Jean Louis Marie Poiret och Spreng.. Phyllanthus acutifolius ingår i släktet Phyllanthus och familjen emblikaväxter. Inga underarter finns listade i Catalogue of Life.